# Сакар’я (родовище)
Сакар'я — газове родовище у турецькому секторі Чорного моря. Станом на початок 2020-х найбільше серед родовищ, відкритих у всіх секторах зазначеної водойми.

## Відкриття родовища
Офшорну нафтогазорозвідку почали у турецькому секторі ще в 1970-х роках, проте тривалий час вона практично не приносила результатів (не рахуючи відкриття на мілководді дрібних родовищ Південно-Акчакочинського суббасейну). В 2020 році державна компанія Türkiye Petrolleri Anonim Ortaklığı (TPAO) розпочала черговий етап розвідки за допомогою власного бурового судна Fatih, яке узялось за спорудження свердловини Tuna-1, закладеної за сто сімдесят кілометрів на північ від Ереглі в районі з глибиною води 2115 метрів. Вже у серпні оголосили, що тут виявили гігантське газове родовище із покладами вуглеводнів у пісковиках пліоцен-міоценового віку (тими саме, в яких кількома роками раніше у румунському секторі відкрили родовища Доміно та Ліра). Роботи на свердловині продовжувались до жовтня, при цьому її поглибили до позначки у 4775 метрів та виявили третій продуктивний інтервал. Виявлене родовище отримало назву Сакар'я (за річкою, на якій в 1920-х турецькі війська здобули вирішальну перемогу у війні з греками).
Для уточнення запасів Сакар'ї запланували спорудити 10 оціночних свердловин, перші дві з яких — Turkali-1 та Turkali-2 — пробурило (але не тестувало) в листопаді 2020 — березні 2021 те саме Fatih.
Далі Fatih узялось за спорудження розвідувальної свердловини Amasra-1, розташованої північніше від Tuna-1, і на початку червня 2021-го турецький президент повідомив, що ця свердловина також виявила великі запаси газу. З оголошеної на той момент інформації було не зовсім ясно, чи йде мова про продовження родовища Сакар'я, а чи про іншу структуру (в окремих джерелах по відношенню до цього відкриття вживали термін Сакар'я-Північ).
У травні 2021-го інше бурове судно Kanuni узялось за тестування свердловини Turkali-1, а в липні розпочало аналогічні роботи на Turkali-2. Тим часом Fatih повернулось до спорудження оціночних свердловин та з кінця травня по кінець жовтня пробурило Türkali-3, Türkali-4, Türkali-5 і розпочало Türkali-6 (Fatih знову концентрувалось на бурінні, тоді як тестування мало провадити Kanuni).
Восени 2020-го розмір родовища оцінили у 405 млрд м3, а після спорудження Amasra-1 повідомлялось, що додатково віднайдено 135 млрд м3 газу.

## Розробка родовища
Восени 2021-го оголосили про укладання контрактів на облаштування Сакар'ї з провідними сервісними компаніями — Schlumberger та Subsea 7 (остання спеціалізується саме на офшорних роботах).
Видобуток почався в квітні в 2023-го. Станом на вересень цього ж року він досягнув 4 млн м3 на добу, при тому що загальна потужність першої фази запланована як 10 млн м3 на добу.